# Toray Pan Pacific Open 1984
Il Toray Pan Pacific Open 1984 è stato un torneo di tennis giocato sul sintetico indoor.
È stata la 9ª edizione del Toray Pan Pacific Open, che fa parte del Virginia Slims World Championship Series 1984. Si è giocato al Tokyo Metropolitan Gymnasium di Tokyo, in Giappone, dal 10 al 16 dicembre 1984.

## Campionesse

### Singolare
Manuela Maleeva ha battuto in finale  Claudia Kohde Kilsch con il punteggio di 3–6, 6–4, 6–4

### Doppio
Claudia Kohde Kilsch /  Helena Suková hanno battuto in finale  Elizabeth Sayers /  Catherine Tanvier con il punteggio di 6–4, 6–4